# Søltuvík
Søltuvík är en vik i Färöarna (Kungariket Danmark).   Den ligger i sýslan Sandoyar sýsla, i den södra delen av landet, 19 km söder om huvudstaden Torshamn. Søltuvík ligger på ön Sandoy.